# Pirin
Pirin eller Pirinbjergene (bulgarsk: Пирин) er en bjergkæde i det sydvestlige Bulgarien. Bjergkæden ligger i regionen Blagoevgrad og strækker sig cirka 40 kilometer fra nordvest til sydøst og er cirka 25 kilometer bred. Størstedelen af bjergkæden er beskyttet indenfor nationalparken Pirin Nationalpark.
Pirin er kendt for sin rige flora og fauna. En stor del af området er dækket af skov, med de bedste nåleskove i Bulgarien, som har vigtige bestande af de balkanske endemiske arter silkefyr, slangebarkfyr og ædelgranarten Abies borisii-regis. Dyrelivet omfatter ulv og brun bjørn.
Byen Bansko, der er et vigtigt turist- og vintersportssted, ligger på de nordøstlige skråninger af Pirinbergen. Byen Razlog ligger i en dal mellem Pirinbergen i syd og Rilabjergene i nord.

## Bjergtoppe i Pirin
- Chleven
- Dautov vrch
- Dzjengal
- Kamenitsa
- Orelek
- Pirin
- Polezjan
- Sinanitsa
- Todorinvrch
- Vichren, højeste bjerg, 2.915 meter over havet